# Bruck in der Oberpfalz
Bruck in der Oberpfalz är en köping (Markt) i Landkreis Schwandorf i Regierungsbezirk Oberpfalz i förbundslandet Bayern i Tyskland.